# Greece
Greece est une ville du Comté de Monroe située à l’ouest de l’État de New York, aux États-Unis. Elle est la principale banlieue de Rochester. Elle borde le lac Ontario à proximité de la région touristique des Finger Lakes et des célèbres chutes du Niagara.  Sa population est de 96 095 habitants en 2010 et est composée de 93,37 % de blancs, 2,88 % d'Afro-Américains, 0,24 % d'indiens, 1,49 % d'asiatiques, 0,03 % des Îles Pacifique et 2,55 % des habitants sont hispaniques.

## Histoire
Peuplée depuis le XIVe siècle par les Indiens (Algonquins et Iroquois), la région est colonisée au début du XVIIe siècle par les Européens. Greece a été fondée en 1822. La ville se nommait alors Northampton. Le nom Greece a été donné à la suite des évènements de la lutte de la Grèce pour son indépendance vis-à-vis de l'Empire ottoman.

## Économie
L’économie de Greece est très fortement marquée par la présence du siège de la société Kodak. A Rochester, dont Greece forme l’une des principales banlieues, siègent Rank Xerox et Baush & Lomb (lunettes Ray Ban). La ville compte 20 écoles élémentaires, 4 collèges et 4 lycées pour un total de 13000 élèves.

## Jumelages
- Vitré (France) depuis 1990
- Rhodes (Grèce)